# تنفس اصطناعي

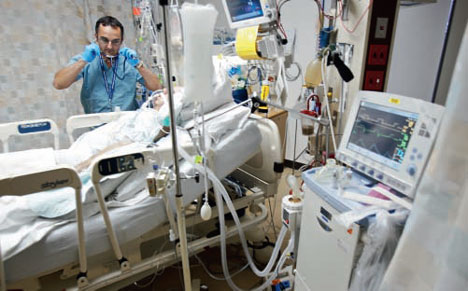
مُعالج تنفسي يفحص مريضاً تم إجراء تهوية اصطناعية له في وحدة العناية المركزة.

التنفس الاصطناعي أو التنفس الصنعي (بالإنجليزية: artificial respiration)‏ أو التهوية الاصطناعية (بالإنجليزية: Artificial ventilation)‏ هي أي طريقة لمساعدة أو تحفيز عملية التنفس، التي تُعتبر جزءاً من العملية الأيضية (التمثيل الغذائي) وتبادل الغازات في الجسم بوساطة التنفس الرئوي والتنفس الخارجي والتنفس الداخلي، ويعتبر نوعاً من الإسعافات الأولية يهدف لاستعادة التنفس الطبيعي للمصاب الذي توقف تنفسه لسبب ما.
قد يأخذ التنفس الاصطناعي شكل تقديم الهواء يدويا للإنسان الذي لا يتنفس أو الذي لا يستطيع بذل الجهد التنفسي الكافي من تلقاء نفسه ، أو قد يأخذ شكل التهوية الميكانيكية التي تنطوي على استخدام جهاز التنفس الصناعي الميكانيكي لتحريك الهواء ودفعه إلى داخل وخارج الرئتين عند الفرد غير القادر على التنفس من تلقاء نفسه، على سبيل المثال أثناء عملية جراحية مع تخدير عام أو عندما يكون الفرد في حالة غيبوبة.

## أسباب توقف التنفس
لتوقف التنفس عدة أسباب رئيسية أهمها ما يلي:
- الاختناق.
- الغرق.
- الصدمة الكهربائية.

## ما يجب مراعاته قبل البدء في إجراء عملية التنفس الاصطناعي
هناك عدة أمور مهمة يجب التأكد منها قبل البدء في إجراء عملية التنفس الاصطناعي وهي:
- يجب فحص نبض المصاب (وذلك بجس ضربات القلب)، فإذا كان النبض معدوماً تُجري الإسعافات الأولية لاسترجاع عمل القلب بتدليكه تدليكاً خارجياً.
- يجب التحقق من عدم وجود أي جسم غريب داخل الفم أو يسد الممرات التنفسية العلوية قبل مباشرة عملية التنفس الاصطناعي.
- يحظر إجراء عملية التنفس الاصطناعي لمصاب لا يزال يتنفس.

## أنواع التنفس الاصطناعي
هناك نوعان من طرق تقديم التنفس الاصطناعي للمصاب أو للمريض، وهما: الطرق اليدوية، والطرق الميكانيكية.

### الطرق اليدوية
تتحقق طريقة أنطون للتهوية الرئوية (بالإنجليزية: Pulmonary anton ventilation)‏ (ويتبعها أدوات خارجية للتنفس) من خلال نفخ الهواء يدوياً في رئتي الشخص المصاب إما عن طريق أن ينفخ الشخص المُسعف هواء زفيره في رئتي المريض، ويُسمي ذلك: إنعاش الفم إلى الفم (بالإنجليزية: Mouth-to-mouth resuscitation)‏ حيث يحتوي هواء الزفير على نسبة كبيرة من الأكسجين، أو باستخدام جهاز ميكانيكي للقيام بذلك. وقد أثبتت هذه الطريقة (نفخ الهواء في الرئة) أنها أكثر فعالية من الأساليب التي تنطوي على التحريك الميكانيكي لصدر المريض أو ذراعيه، مثل طريقة سيلفستر  التي كانت تُستخدم أوائل القرن العشرين وتتلخص في إبقاء المصاب مستلقياً على ظهره، ثم رفع ذراعيه فوق رأسه للمعاونة على الشهيق، ومن ثم الضغط على الصدر لإخراج هواء الزفير، مع تكرار ذلك الإجراء 16 مرة في الدقيقة، وتلك الطريقة تُرى أحياناً في بعض الأفلام السينمائية المأخوذة في تلك الحقبة.
إنعاش الفم إلى الفم (أو بالعامية قبلة الحياة) هو أيضاً جزء من إنعاش القلب والرئتين (بالإنجليزية: Cardiopulmonary resuscitation)‏ المعروف اختصاراً بـ (CPR)  مما يجعله مهارة أساسية مطلوبة للإسعافات الأولية. في بعض الحالات، يتم أيضاً إجراء إنعاش الفم إلى الفم بشكل منفصل، على سبيل المثال، في أحوال شبه الغرق أو حالات تعاطي جرعات زائدة من الأفيون. وقد تم حالياً في معظم البروتوكولات اقتصار إجراء إنعاش الفم إلى الفم في حد ذاته على العاملين في مجال الصحة، بينما يُنصح المسعفون فوراً بإجراء الإنعاش القلبي الرئوي كاملاً في أي حالة يكون فيها المريض لا يتنفس بشكل كافٍ.

### التهوية الميكانيكية
التهوية الميكانيكية هي وسيلة تُستخدم إما لمساعدة المريض ميكانيكيا على أداء عملية التنفس، أو أن تكون بديلاً كاملاً لعملية التنفس التلقائي. قد تنطوي التهوية الميكانيكية على جهاز يُسمَّى جهاز التنفس الصناعي، أو يمكن بدلاً عنها تقديم المساعدة على عملية التنفس بواسطة ممرضة مسجلة، طبيب، مساعد طبيب، معالج تنفسي، مسعف، أو أي شخص آخر مناسب ليضغط على قناع الصمام الكيسي (بالإنجليزية: Bag valve mask)‏ أو على منفاخ.
يطلق على التهوية الميكانيكية بأنها جائرة (بالإنجليزية: invasive)‏ إذا كانت تنطوي على أي جهاز يخترق المريض عن طريق الفم مثل أنبوب داخل القصبة الهوائية (الرغامى) (بالإنجليزية: endotracheal tube)‏ الذي يدخل عبر الفم حتى يصل إلى القصبة الهوائية، أو أن يدخل عن طريق الجلد مثل أنبوب فغر القصبة الهوائية (الرغامى) (بالإنجليزية: tracheostomy tube)‏ الذي يدخل القصبة الهوائية عبر إحداث فتحة في الجزء الأمامي من العنق.
هناك وضعان رئيسيان للتهوية الميكانيكية:
1. تهوية الضغط الإيجابي (بالإنجليزية: positive pressure ventilation)‏، حيث يتم دفع الهواء (أو خليط من غاز آخر) في القصبة الهوائية.
2. وتهوية الضغط السلبي (بالإنجليزية: negative pressure ventilation)‏، حيث يتم شفط الهواء إلى داخل الرئتين.

### الأنببة

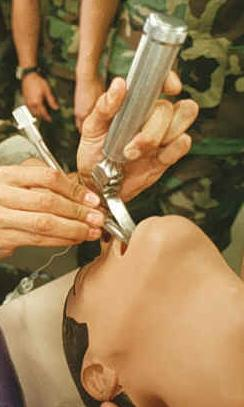
التدريب على التنبيب أو الأنببة في دمية باستخدام منظار الحنجرة.

كثيرا ما يُستخدم التنبيب الرغامي أو أنببة القصبة الهوائية (بالإنجليزية: Tracheal intubation)‏ للتهوية الميكانيكية على المدى القصير. يتم إدخال أنبوب عن طريق الأنف (ويُسمّى: التنبيب أنفي رغامي أو الأنببة الأنفية للقصبة الهوائية) (بالإنجليزية: nasotracheal intubation)‏ أو إدخاله عن طريق الفم (ويُسمّى: التنبيب فموي رغامي أو الأنببة الفموية للقصبة الهوائية) (بالإنجليزية: orotracheal intubation)‏، ثم دفع الأنبوب إلى القصبة الهوائية. في معظم الحالات يتم استخدام أنابيب ذات أكمام قابلة للنفخ تحيط بالأنبوب من خارجه، حيث يتم نفخها بعد استقرار الأنبوب في الوضع المطلوب لتعمل على الحماية ضد تسرب السوائل إلى الرئتين والحماية من شفط الأنبوب إلي الداخل. ويعتقد أن التنبيب باستخدام الأنابيب ذات الأكمام القابلة للنفخ توفّر أفضل حماية ضد الشفط.

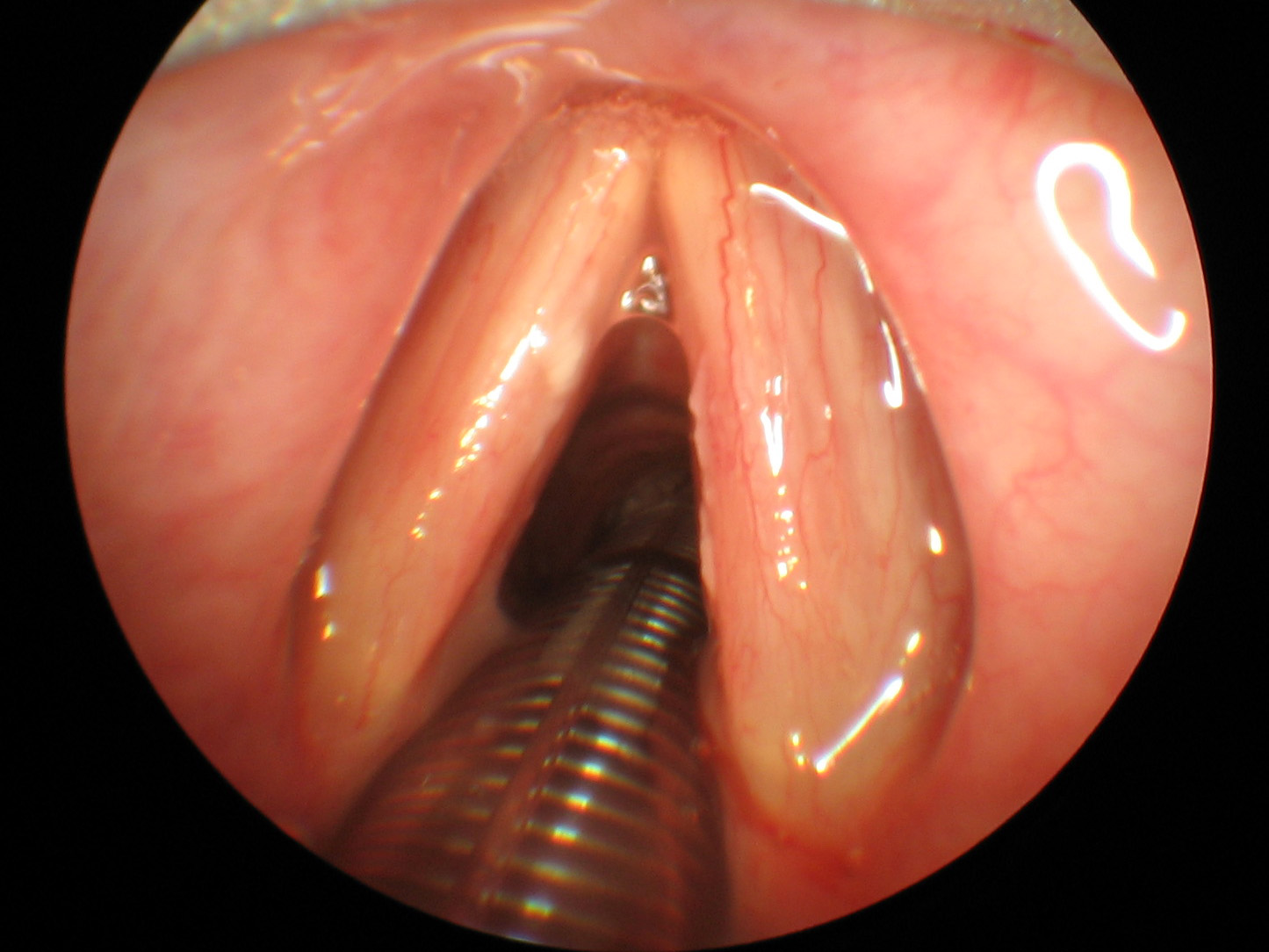
صورة بالمنظار لأنبوب القصبة الهوائية عند مروره في فتحة مزمار الحنجرة.

أنابيب القصبة الهوائية تسبب حتما الألم والسعال. لذلك، إذا لم يكن المريض فاقدا للوعي أو تحت التخدير لأسباب أخرى، فإنه عادة ما يتم إعطاء العقاقير المهدئة للمريض لكي يتحمل الأنبوب. وتشمل العيوب الأخرى للتنبيب الأضرار التي قد تلحق ببطانة الغشاء المخاطي للبلعوم الأنفي (بالإنجليزية: nasopharynx)‏ أو البلعوم الفموي (بالإنجليزية: oropharynx)‏، وتضيّق تحت المزمار (بالإنجليزية: subglottic stenosis)‏.
في حالات الطوارئ التي يُمكن أن تُهدد حياة المصاب، يمكن للعاملين في مجال الرعاية الصحية عمل بضع جراحي (شق) للغشاء الحلقي والدرقي (بالإنجليزية:  Cricothyrotomy)‏، وهو إحداث فتحة جراحية في الجلد وفي الغشاء الحلقي الدرقي لإنشاء مجرى هواء آمن. هذا يشبه عملية ثقب القصبة الهوائية (بالإنجليزية:  tracheostomy)‏ إلا أن بضع الغشاء الحلقي والدرقي يكون فقط للحالات الطارئة.
وعادة ما يستخدم بضع الغشاء الحلقي والدرقي فقط عندما يكون هناك انسداد كامل في البلعوم أو أن تكون هناك إصابات واسعة النطاق في الوجه والفكين تمنع الأدوات الأخرى التي تساعد على التنفس.

## تاريخيا

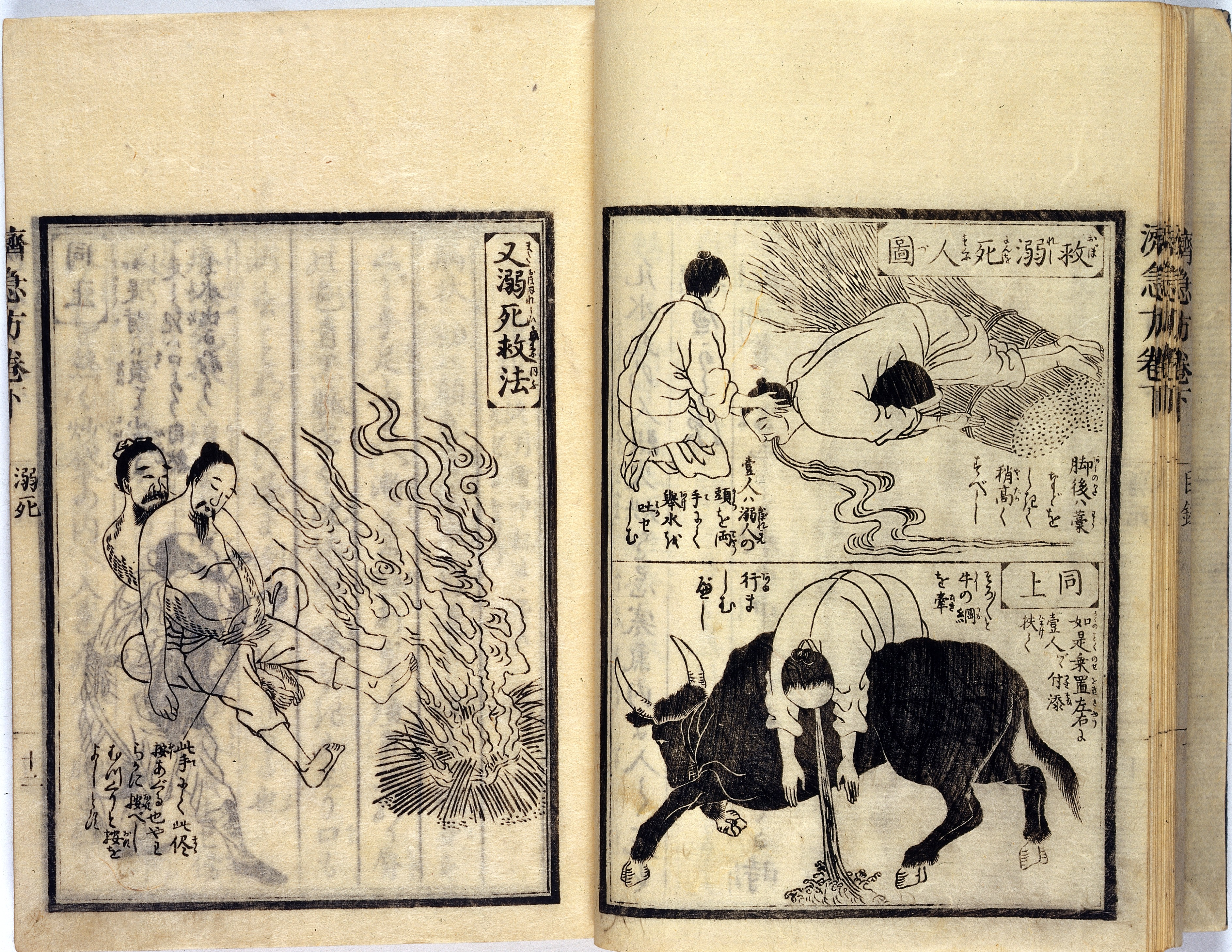
طرق قديمة من الصين لإنعاش الغرقى.

قد يكون الطبيب اليوناني جالينوس (129 - 200 م) هو أول من وصف التهوية الاصطناعية: «إذا كنت تأخذ حيوان ميت ودفعت الهواء من خلال حنجرته (من خلال قصبة)، سوف تمتلئ القصبات الهوائية وتشاهد الرئتين على أكبر انتفاخ». أندرياس فيزاليوس الطبيب الفلمنكي (1514-1564) يصف أيضا التهوية عن طريق إدراج قصبة في داخل القصبة الهوائية للحيوانات.
في عام 1773، بدأ الطبيب الإنجليزي ويليام هاوس (1736-1808) بالترويج لقدرة التنفس الصناعي على إحياء الأشخاص اللذين يبدون ظاهرياً أنهم قد غرقوا. وظل لمدة عام يدفع مكافأة من جيبه الخاص لكل من يحضر له غريقاً تم إنقاذه من الماء في غضون فترة زمنية معقولة من الغرق. توماس كوجان (1736-1818)، طبيب إنجليزي آخر، أصبح مهتماً بنفس الموضوع خلال إقامته في أمستردام، التي تم تأسيس معهد بها في عام 1767 للحفاظ على الحياة من حوادث المياه، وانضم إلى ويليام هاوس. في صيف عام 1774 جمع هاوس وكوجان خمسة عشر من الأصدقاء للاجتماع في بيتٍ للقهوة يُدعى «الفصل (تشابتر)» (Chapter)، حيث أسسوا الجمعية الإنسانية الملكية (بالإنجليزية: Royal Humane Society)‏ كمجموعة لنشر الإسعافات الأولية والإنعاش. بعض الأساليب والمعدات كانت مماثلة للأساليب المستخدمة اليوم، مثل الأنابيب الخشبية المستخدمة في مَنْخِر الضحايا لدفع الهواء إلى الرئتين. أما بعض الأساليب الأخرى، مثل المنفاخ والأنبوب المرن المستخدمان لدفع دخان التبغ من خلال فتحة الشرج لإحياء الحياة الأَثارِيّة (اللاوظيفية) في أمعاء الضحية، فقد توقف استخدامها في نهاية المطاف بعد فهم المزيد عن عملية التنفس.
أعمال عام 1856 للطبيب والفيزيولوجي الإنجليزي مارشال هول (1790-1857) أوصت بعدم استخدام أي نوع من أنواع المنفاخ أو ضغط التهوية الإيجابي، وسادت وجهات النظر تلك لعدة عقود.

هناك طريقة صارت شائعة بعدها لعقود طويلة للتعامل الميكانيكي الخارجي عُرضت في عام 1858 وسُمّيَت «طريقة سيلفستر»، اخترعها الدكتور هنري روبرت سيلفستر (1829-1908)، حيث يوضع المرضى على ظهورهم ويتم رفع أذرعهم فوق رؤوسهم للمساعدة على الشهيق ومن ثم الضغط على صدورهم للمساعدة على الزفير.
 في حوالي عام 1880، أدى القصور في المعالجات الميكانيكية أن توصل الأطباء إلى طرق لتحسين التهوية الميكانيكية، مثل الدكتور الجراح الأمريكي جورج إدوارد فال (1849-1918) الذي اخترع «طريقة فال» (Fell method) أو «مُحَرّك فال» (Fell Motor)  ، والذي يتألف من منفاخ وصمام تنفس لتمرير الهواء من خلال ثقب القصبة الهوائية. ثم تعاون مع الدكتور جوزيف أودواير (1841-1898) لابتكار جهاز «فال-أودواير»، الذي يتكون من منفاخ وأدوات لإدخال واستخراج أنبوب أسفل القصبة الهوائية للمرضى. مثل هذه الأساليب كان يُنظر اليها كممارسات ضارة ولم يتم اعتمادها لسنوات عديدة.

## روابط خارجية
- مقال عن التهوية الميكانيكية مع معلومات تقنية. e-Medicine, article on mechanical ventilation along with technical information.
- مصدر معلومات لمستخدمي التهوية الميكانيكية بالمنزل. International Ventilator Users Network (IVUN), Resource of information for users of home mechanical ventilation.

## معرض الصور

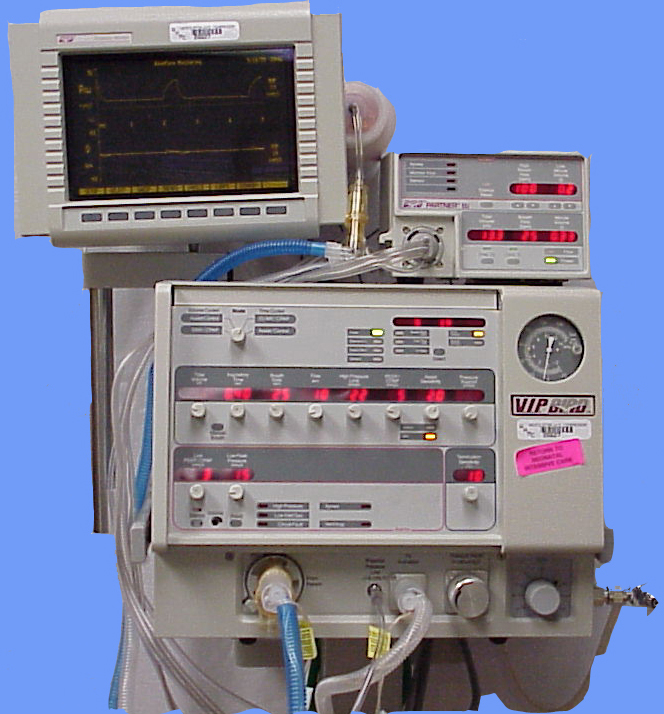
جهاز تنفس اصطناعي حديث.
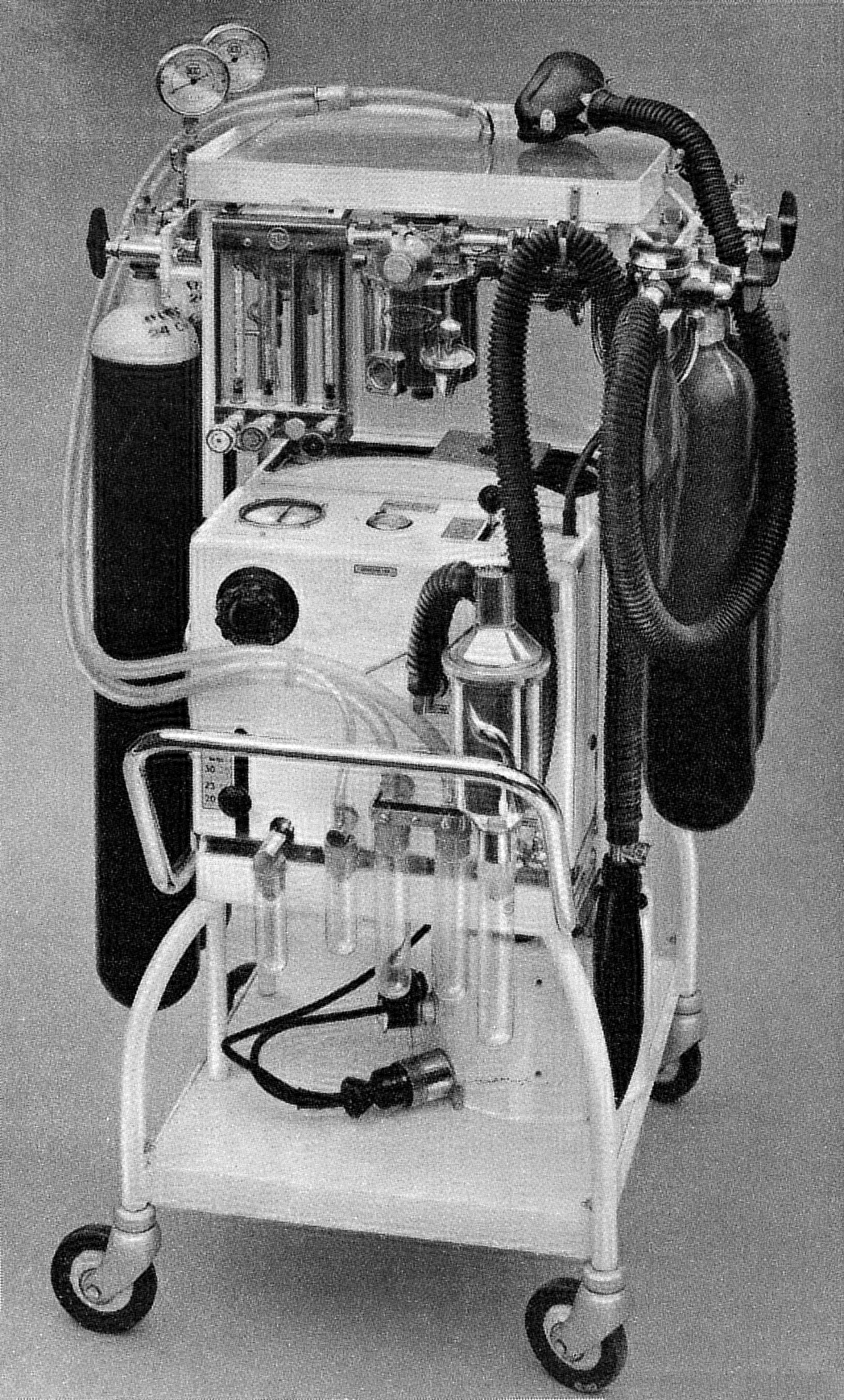
نموذج لجهاز التنفس الاصطناعي إيست-رادكليف (East-Radcliffe respirator) الذي يعود لمنتصف القرن العشرين.
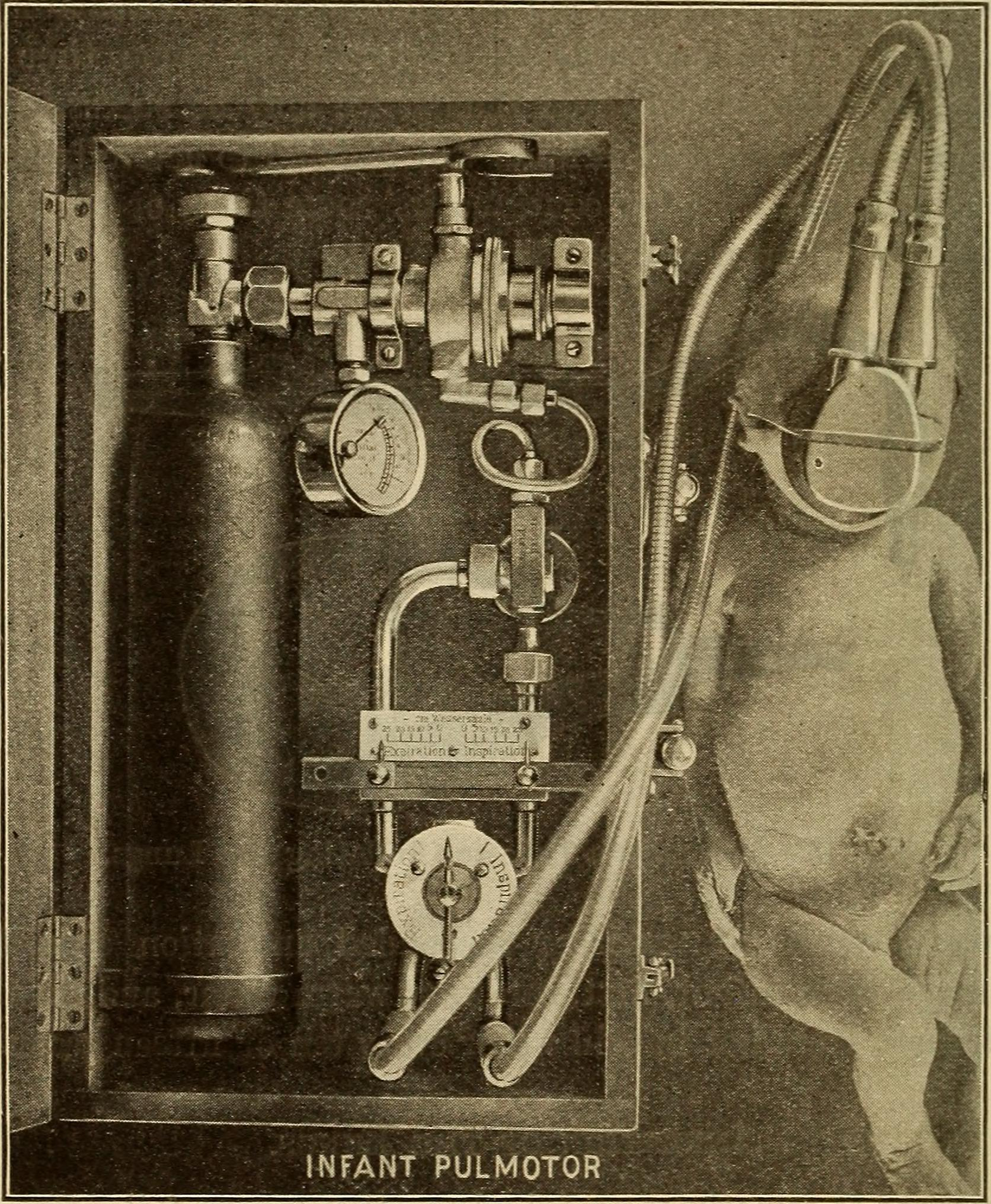
نَفَّاسَة (جهاز التنفس الاصطناعي) للرضّع عام 1914، وبالعلبة اسطوانة أكسجين تكفي لمدة ساعة واحدة، وهناك أنبوبان معدنيان مرنان، واحد لدفع الأكسجين إلي الرئة بضغط مناسب، والأنبوب الثاني لشفط الهواء الفاسد الراجع إلي الرئة من جسم الرضيع.
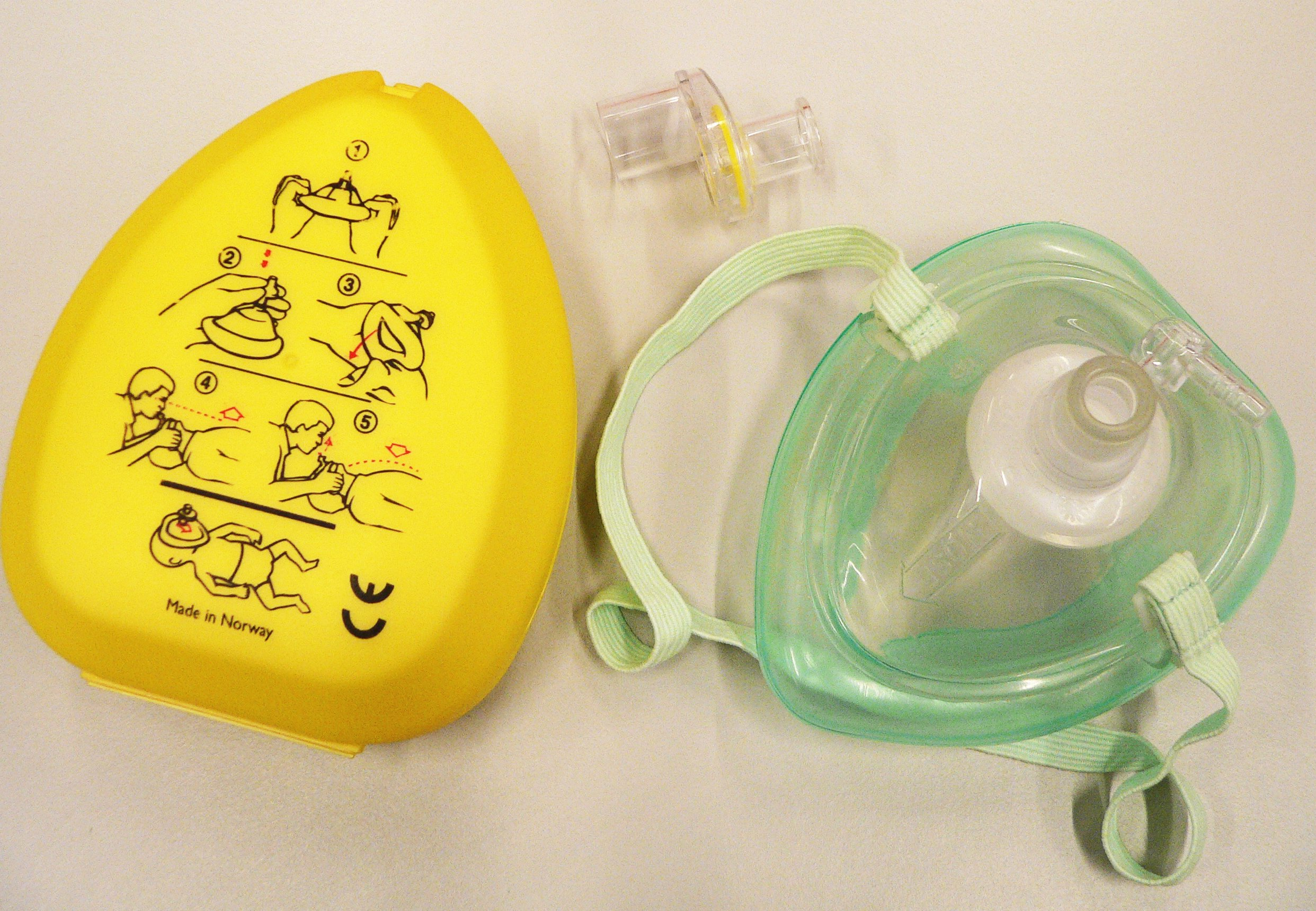
قناع جيب (Pocket Mask) يُستخدم في الإنعاش القلب رئوي، مع حقيبة حفظه.
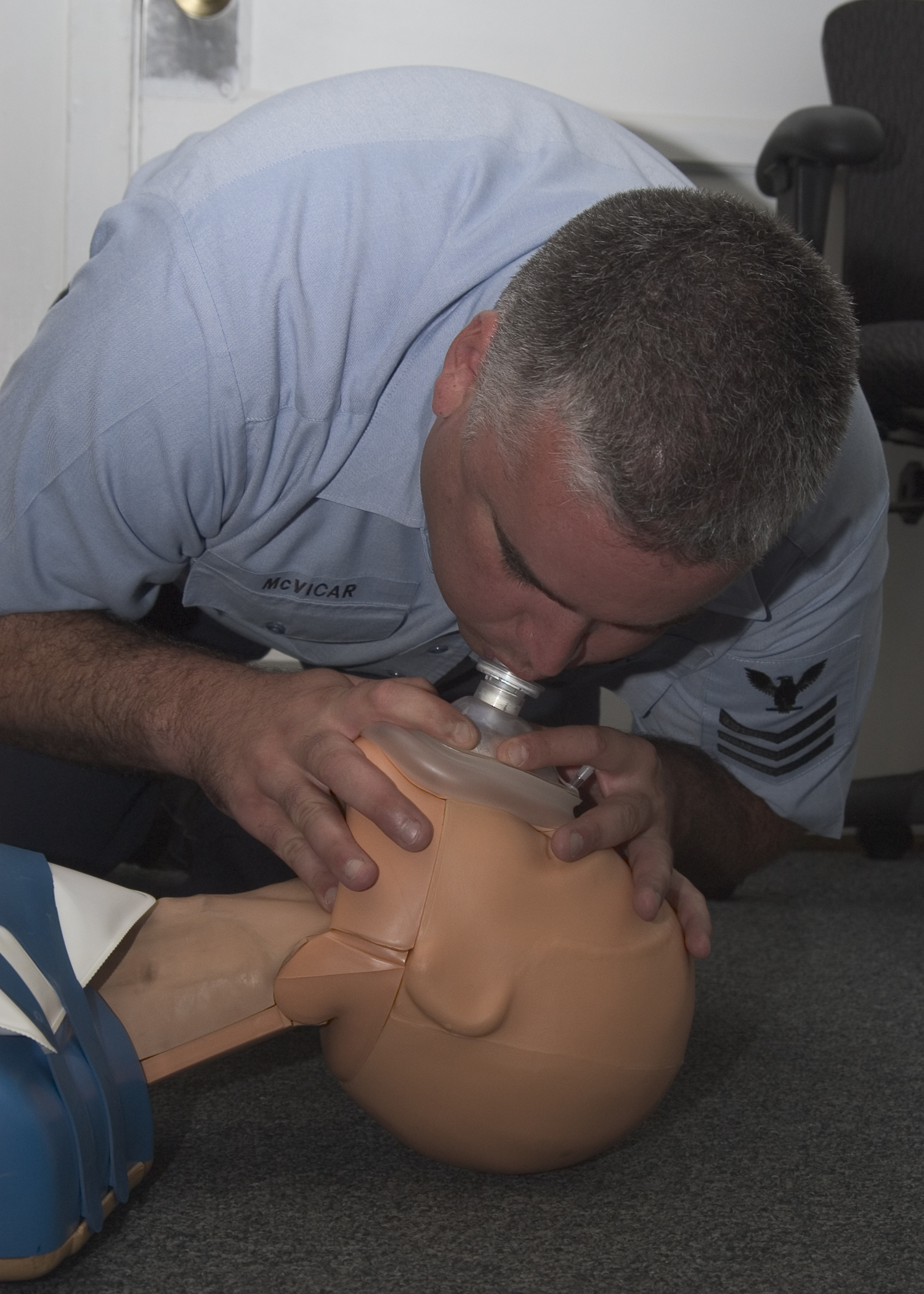
عمل تنفس صناعي يدوي (إنعاش فما لفم) باستخدام قناع جيب (Pocket Mask).